# Baumoïta
La baumoïta és un mineral de la classe dels òxids. Rep el nom per la seva composició: bari, urani i molibdè.

## Característiques
La baumoïta és un òxid de fórmula química BaU₃Mo₂O16(H₂O)₆. Va ser aprovada com a espècie vàlida per l'Associació Mineralògica Internacional l'any 2017, sent publicada per primera vegada el 2019. Cristal·litza en el sistema monoclínic. La seva duresa a l'escala de Mohs és 2,5.
L'exemplar que va servir per a determinar l'espècie, el que es coneix com a material tipus, es troba conservat a les col·leccions mineralògiques del Museu d'Austràlia Meridional, amb el número de registre: g34697.

## Formació i jaciments
Va ser descoberta a l'àrea de Radium Hill, a la província d'Olary (Austràlia Meridional, Austràlia), sent l'únic indret de tot el planeta on ha estat descrita aquesta espècie mineral.